# Cartallum ebulinum
Cartallum ebulinum là một loài bọ cánh cứng trong họ Cerambycidae.

## Hình ảnh

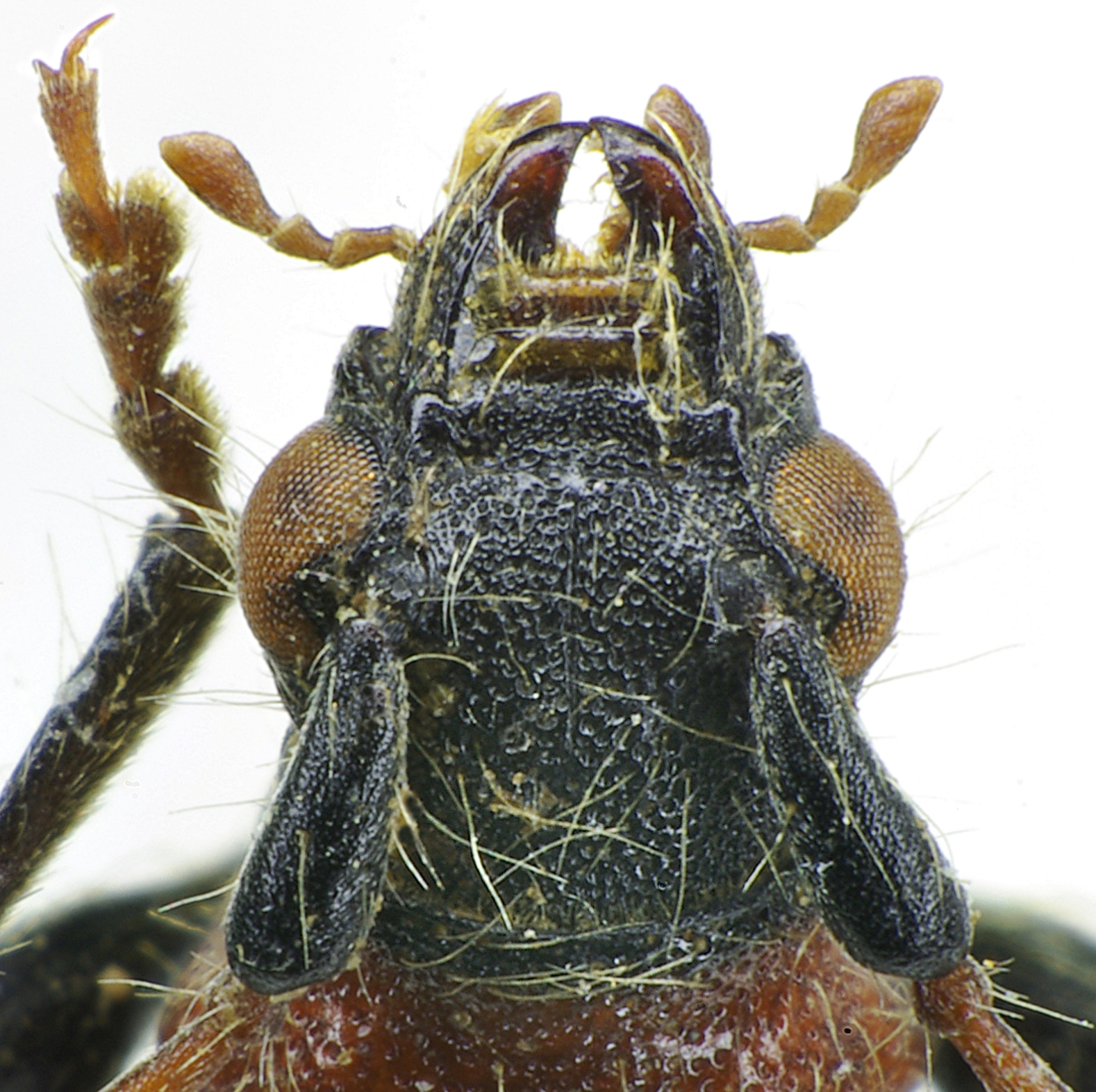
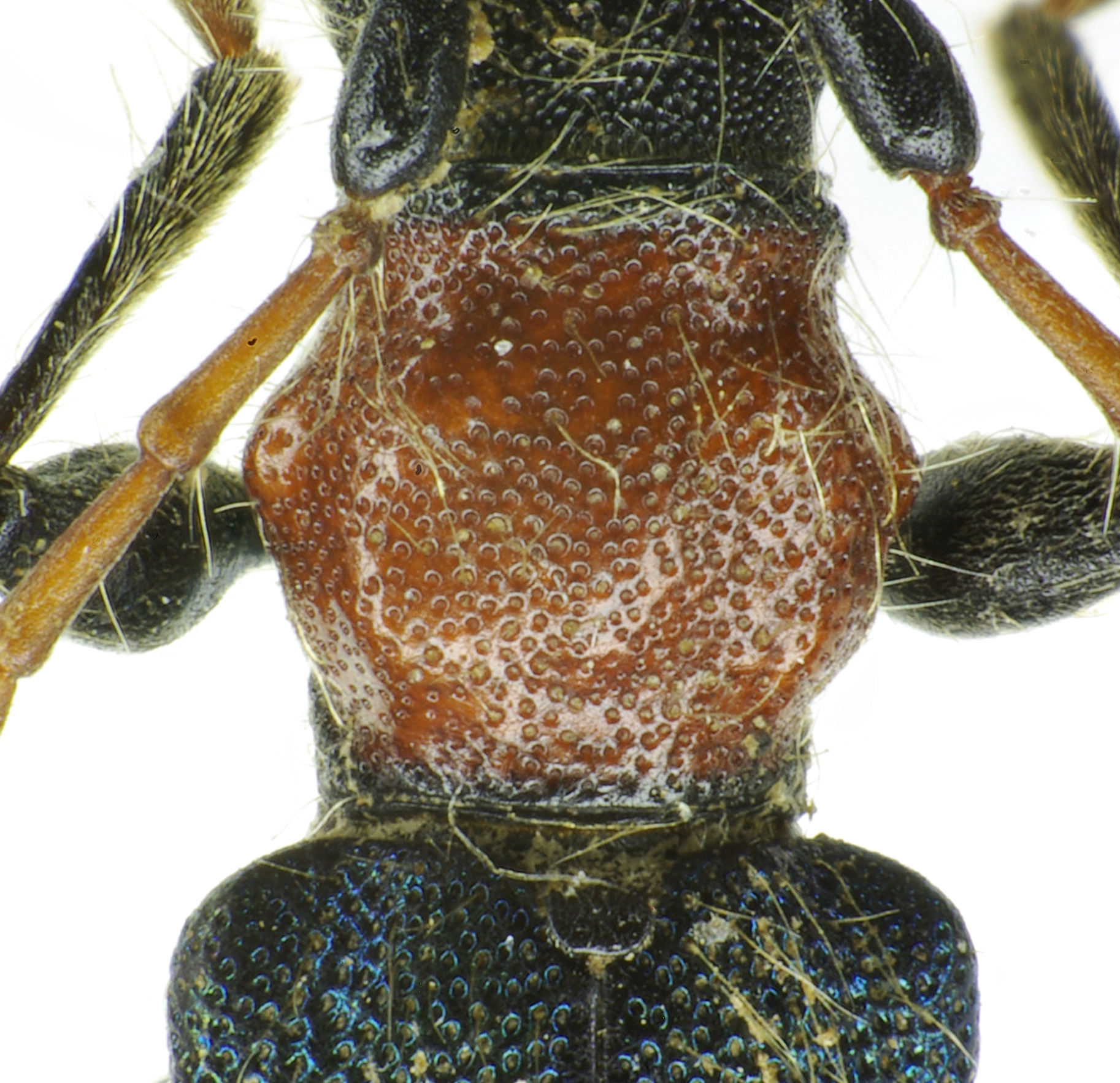
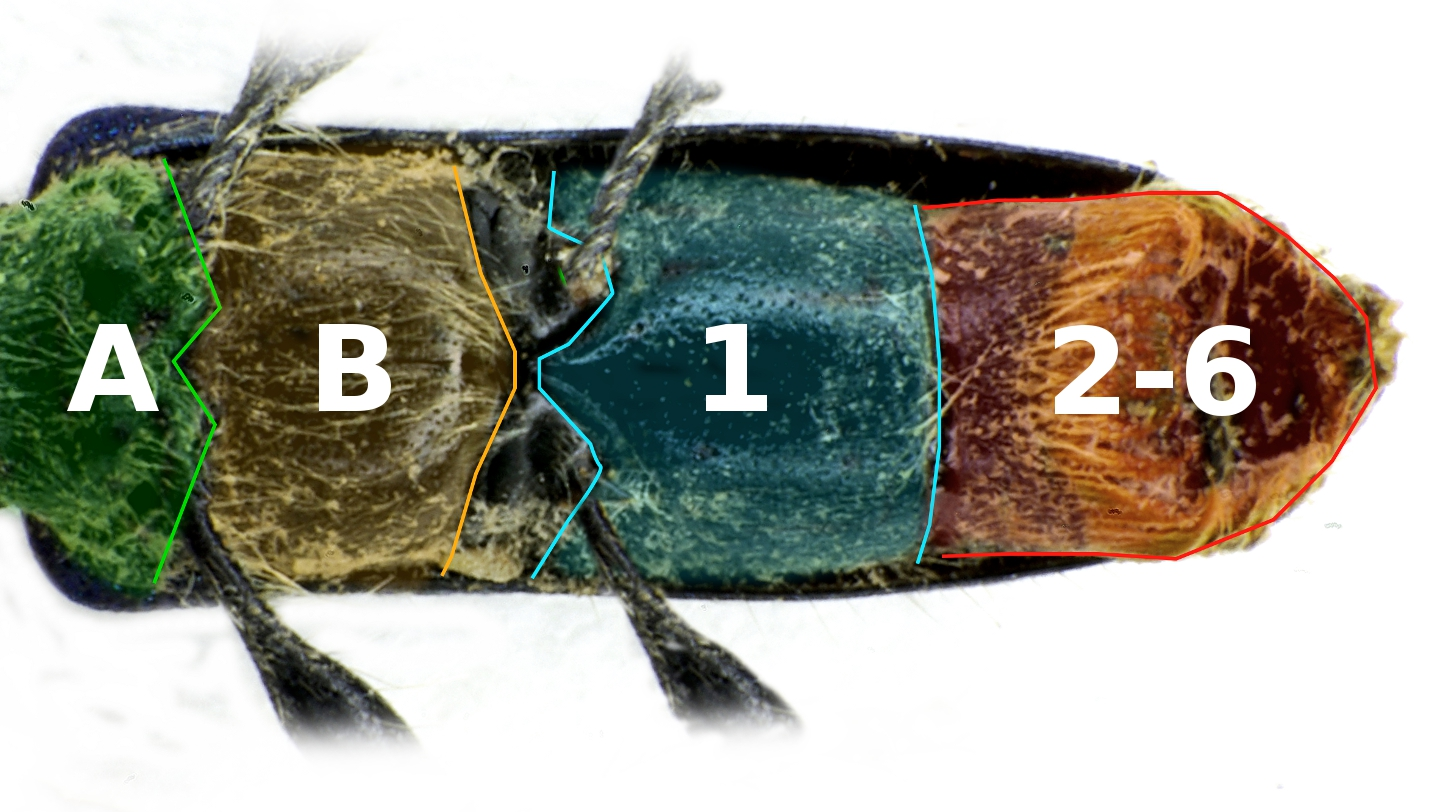